# Мезанински капитал
Мезанински капитал је врста капитала који се користи при инвестирању у предузећа која финансирају фазу експанзије. Углавном није у форми чистог сопственог капитала, већ у форми високо ризичног капитала сличног сопственом капиталу, као што су преференцијалне акције, хибридни дугови са правом конверзије у сопствени капитал или субординирани дугови. Цена мезанинског финансирања је висока, будући да капитал није обезбеђен колатералом.